# Sammy Ameobi
Pour les articles homonymes, voir Ameobi.
Samuel « Sammy » Ameobi, né le 1er mai 1992 à Newcastle upon Tyne, est un footballeur anglo-nigérian qui évolue au poste de milieu de terrain.
Il est le frère cadet de Shola et Tomi Ameobi, tous deux également footballeurs.

## Biographie

### En club
Formé à Newcastle United, Sammy Ameobi fait sa première apparition en équipe première le 15 mai 2011 en entrant en seconde période lors de la 37e journée de Premier League face à Chelsea (2-2). Sammy et Shola Ameobi deviennent alors les premiers frères à jouer au même moment avec Newcastle depuis Ted et George Robledo en 1952. 
Le 25 août 2011, il marque son premier but avec les Magpies durant la prolongation du match de League Cup face à Scunthorpe United, qualifiant de ce fait Newcastle pour le 3e tour de la compétition. Le 17 novembre suivant, il signe une prolongation de contrat le liant à Newcastle jusqu'en 2015. Le 19 novembre 2011, il est titularisé pour la première fois en Premier League à l'occasion du match comptant pour la 12e journée contre Manchester City (défaite 3-1).
En fin de contrat avec Newcastle en juin 2015, il se réengage pour deux saisons avec les Magpies avant d'être prêté pour une saison à Cardiff City. Il réalise une saison pleine puisqu'il dispute 39 matchs avec le club gallois. La saison suivante, il est prêté aux Bolton Wanderers. Il prend part 24 matchs et marque quatre buts avant d'être rappelé par Rafael Benítez en janvier 2017. Le 21 janvier 2017, Ameobi fait sa première apparition sous le maillot des Magpies depuis mai 2015 face à Rotherham United (victoire 4-0).
Le 14 juillet 2017, il signe un contrat d'une saison avec les Bolton Wanderers. Il inscrit quatre buts en trente-six matchs lors de sa première saison sous le maillot des Wanderers. En juin 2018, il signe un nouveau contrat de deux ans avec Bolton.
Le 24 juin 2019, Ameobi s'engage pour une saison avec Nottingham Forest, après avoir été libéré de sa dernière année de contrat avec Bolton, relégué en D3 anglaise.
Le 29 juin 2021, il rejoint Middlesbrough.

### En sélection
D'origine nigériane, Sammy Ameobi opte dans un premier temps pour les Super Eagles et prend part à deux matches amicaux avec l'équipe du Nigeria des moins de 20 ans. Approché par le sélectionneur de l'Angleterre espoirs Stuart Pearce en septembre 2011, il choisit finalement de porter le maillot anglais et est convoqué avec les espoirs anglais en novembre 2011. Le 10 novembre, il joue son premier match avec l'Angleterre espoirs face à l'Islande. La sélection des Three Lions commence sa campagne de qualification pour l'Euro 2013 de la meilleure des façons en remportant le match 5-0. Quatre jours plus tard, il est titularisé face à la Belgique avant d'être remplacé peu après l'heure de jeu (victoire 2-1). 
En novembre 2012, il déclare son intention de continuer à jouer pour l'Angleterre mais change d'avis deux ans plus tard en optant pour la sélection nigériane.

## Statistiques
| Saison                | Club                    | Championnat           | Championnat | Championnat | Coupe(s) nationale(s) | Coupe(s) nationale(s) | Compétition(s) continentale(s) | Compétition(s) continentale(s) | Compétition(s) continentale(s) | Total | Total |
| Saison                | Club                    | Division              | M.          | B.          | M.                    | B.                    | Comp.                          | M.                             | B.                             | M.    | B.    |
| 2010-2011             | Newcastle United        | Premier League        | 1           | 0           | -                     | -                     | -                              | -                              | -                              | 1     | 0     |
| 2011-2012             | Newcastle United        | Premier League        | 10          | 0           | 3                     | 1                     | -                              | -                              | -                              | 13    | 1     |
| 2012-2013             | Newcastle United        | Premier League        | 8           | 0           | 1                     | 0                     | C3                             | 5                              | 0                              | 14    | 0     |
| 2012-2013             | Middlesbrough (prêt)    | Championship          | 9           | 1           | -                     | -                     | -                              | -                              | -                              | 9     | 1     |
| 2013-2014             | Newcastle United        | Premier League        | 10          | 0           | 2                     | 1                     | -                              | -                              | -                              | 12    | 1     |
| 2014-2015             | Newcastle United        | Premier League        | 25          | 2           | 2                     | 0                     | -                              | -                              | -                              | 27    | 2     |
| 2015-2016             | Cardiff City (prêt)     | Championship          | 36          | 1           | 3                     | 0                     | -                              | -                              | -                              | 39    | 1     |
| 2016-2017             | Bolton Wanderers (prêt) | League One            | 20          | 2           | 4                     | 2                     | -                              | -                              | -                              | 24    | 4     |
| 2016-2017             | Newcastle United        | Championship          | 4           | 0           | -                     | -                     | -                              | -                              | -                              | 4     | 0     |
| 2017-2018             | Bolton Wanderers        | Championship          | 35          | 4           | 1                     | 0                     | -                              | -                              | -                              | 36    | 4     |
| 2018-2019             | Bolton Wanderers        | Championship          | 30          | 4           | 1                     | 0                     | -                              | -                              | -                              | 31    | 4     |
| 2019-2020             | Nottingham Forest       | Championship          | 45          | 5           | 2                     | 0                     | -                              | -                              | -                              | 47    | 5     |
| Total sur la carrière | Total sur la carrière   | Total sur la carrière | 233         | 19          | 19                    | 4                     | -                              | 5                              | 0                              | 257   | 23    |